# Bruno Buchwieser junior
Bruno Buchwieser junior (* 5. November 1919 in Wien; † 15. Dezember 1993 in Gießhübl) war Mitbegründer sowie jahrzehntelanger Präsident der Österreichischen Jungarbeiterbewegung (ÖJAB).

## Leben
Buchwieser, Sohn des Architekten Bruno Buchwieser senior und Bruder der Architektin Helene Koller-Buchwieser, studierte ab 1941 an der Hochschule für Welthandel und anschließend an der juristischen Fakultät der Universität Wien. Im April 1945 promovierte er zum Dr. rer. pol. 
1946 war er Einsatzleiter beim Wiederaufbau des zerbombten Stephansdoms. Gemeinsam mit anderen jungen Arbeitern gründete er die Österreichische Jungarbeiterbewegung (ÖJAB). Buchwieser war in der Folge bis zu seinem Tod 1993 Präsident der Österreichischen Jungarbeiterbewegung. Während seiner Präsidentschaft engagierte er sich u. a. für:
- Schaffung von Jugend- und Studierendenwohnheimen
- Engagement für ein vereintes Europa und Gründung der Europahäuser in Österreich
- Entwicklungszusammenarbeit für Burkina Faso und andere Länder der Erde
- Altenwohn- und Pflegeheime mit aktivierender, ganzheitlicher Pflege
- Gründung eines Familienfonds (das heutige Aufbauwerk der ÖJAB)

Nach dem Tod seines Vaters im Jahr 1960 übernahm Buchwieser die Leitung des väterlichen Baubetriebes. 1953 wurde ihm der Karl-Renner-Preis der Stadt Wien für das Jungarbeiterdorf Hochleiten verliehen, 1960 das Silberne Ehrenzeichen der Republik Österreich sowie zahlreiche hohe Auszeichnungen österreichischer Bundesländer.
Buchwieser engagierte sich ab Anfang der 1960er Jahre für ein vereintes Europa. Anfang der 1960er Jahre wurden durch die ÖJAB Europahäuser in Österreich gegründet, in Eisenstadt, Graz, Salzburg, Klagenfurt und Wien. Das Ziel der Europahäuser war es, Wegbereiter für ein zusammenwachsendes Europa zu sein. Die österreichischen Europahäuser und die Europahäuser in anderen Ländern Europas wurden in der vom Europarat in Straßburg gegründeten Dachorganisation Fédération Internationale des Maisons de l'Europe – FIME zusammengefasst. Bruno Buchwieser war von 1964 bis 1986 ihr Präsident.
Auch außerhalb Europas engagierte er sich. 1961 begann die ÖJAB mit Projekten der Entwicklungshilfe im westafrikanischen Obervolta (heute: Burkina Faso). Wegen seines Engagements für Obervolta wurde er 1966 zum Generalkonsul ernannt und 1977 wurde ihm Orden der Nation der Republik Obervolta verliehen.

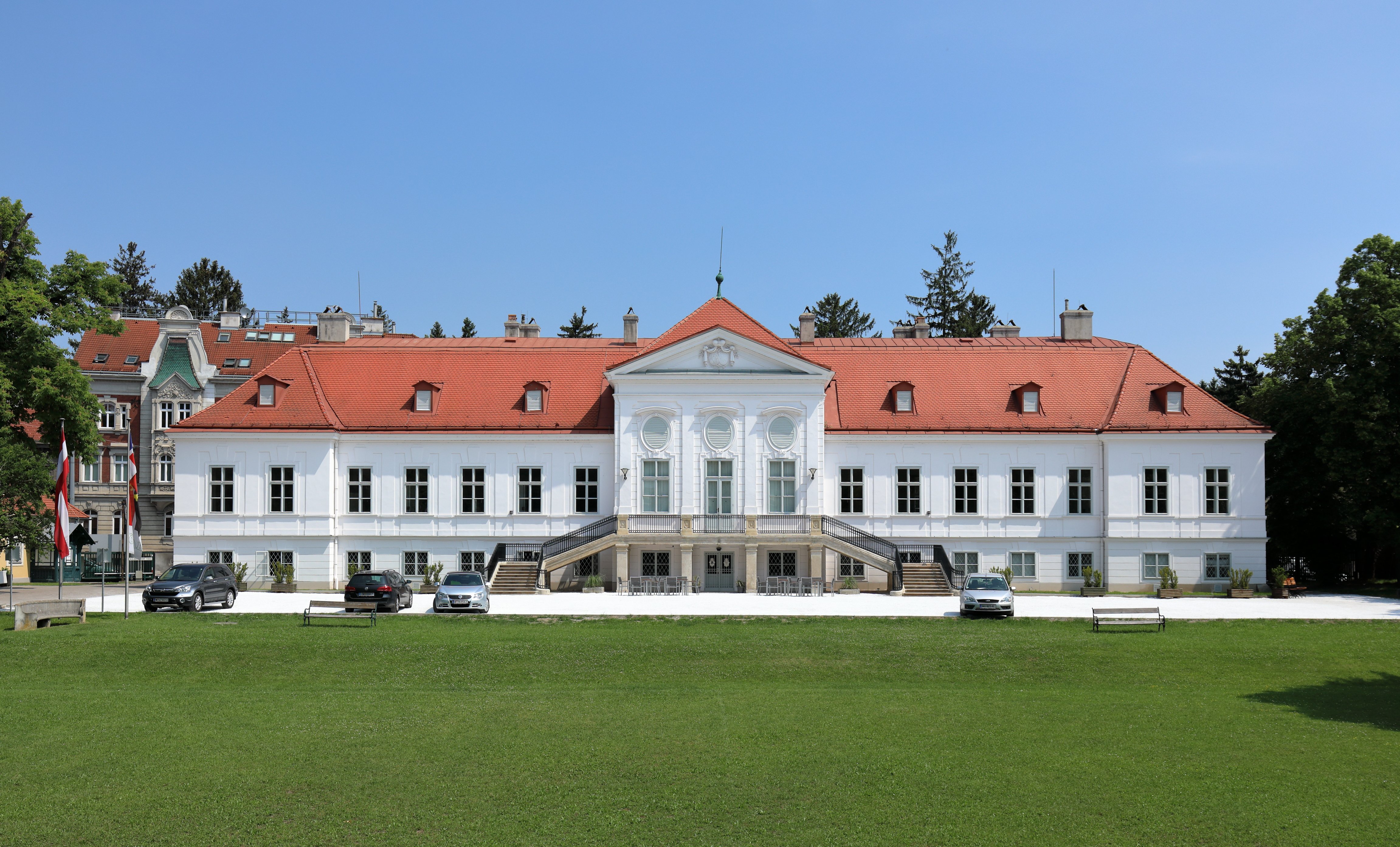
Das Miller-Aichholz Schlössel als Teil des ÖJAB-Europahauses „Dr. Bruno Buchwieser“

Eines der größten Studentenwohnheime der ÖJAB, das ÖJAB-Europahaus Dr. Bruno Buchwieser mit dem Schloss Miller-Aichholz in 1140 Wien, wurde nach ihm benannt.
Bestattet wurde Buchwieser am 23. Dezember 1993 im Familienmausoleum am Hietzinger Friedhof (Gruppe 19, Nummer 168). In Mödling wurde die Dr. Bruno Buchwieser-Gasse ⊙ nach ihm benannt.